# مرلاکیا جونز
مرلاکیا جونز (انگلیسی: Merlakia Jones؛ زادهٔ ۲۱ ژوئن ۱۹۷۳) بازیکن بسکتبال اهل ایالات متحده آمریکا است.
وی در مسابقات کشوری و بین‌المللی در مجموع برندهٔ ۱ مدال نقره شده‌است.